# Saint-Sauveur-de-Pierrepont

Saint-Sauveur-de-Pierrepont este o comună în departamentul Manche, Franța. În 1 ianuarie 2022 avea o populație de 122 de locuitori.